# Homoneura bicuspis
Homoneura bicuspis är en tvåvingeart som beskrevs av Saskawa 1991. Homoneura bicuspis ingår i släktet Homoneura och familjen lövflugor. Inga underarter finns listade i Catalogue of Life.